# Valentin Parisot
Pour les articles homonymes, voir Parisot.
 (mai 2018).
Valentin Parisot (1800-1861) est un littérateur français.

## Biographie
Il fut d'abord élève du Pensionnat normal et après avoir exercé des fonctions dans divers collèges, il trouva, lorsque des facultés furent instituées dans les principales villes de province, un théâtre sur lequel il put déployer son ardeur pour le travail. Après avoir obtenu à Rennes, la chaire de littérature étrangère, il passa dans la même qualité à Grenoble, et en 1854 à celle de Douai. Il est mort à Paris au mois d'octobre 1861 dans un âge encore peu avancé.
Son activité intellectuelle fut grande ; des traductions des classiques latins, des ouvrages destinés aux études des collèges ne furent pour lui que des travaux commandés par des libraires ; ses études spéciales étaient dirigées vers l'étude des religions de l'antiquité et vers les productions de l'Orient. Il a fourni à la Biographie des articles assez nombreux, parmi lesquels nous nous bornerons à citer celui de Zoroastre ; et il a rédigé les trois volumes du Dictionnaire de mythologie qui forment les tomes 53 à 55 de la première publication de la Biographie universelle, et qui ont paru en 1832 et 1833.
On a pu critiquer quelques portions de ce grand travail, au grand désespoir de cette fraicheur de Valentin ; mais il faut y reconnaître une vaste érudition et des idées neuves et fécondes. S'appuyant sur les recherches et les découvertes des savants de l'Allemagne, l'auteur a placé les études sur la mythologie dans une sphère qui n'a rien de commun avec les compilations de Chompré[Lequel ?] et de Noël[Lequel ?] ; la moindre comparaison entre ces deux dictionnaires démontre, quels immenses progrès la science a accomplis.
Parisot prit dans sa jeunesse une part assez vive à la lutte soutenue contre les ministres de Charles X ; renvoyons à la Littérature française contemporaine de MM. Bourquelot et A. Maury pour la liste de ses brochures en ce genre, de ses travaux sur les auteurs latins, de ses compilations auxquelles il n'attribuait lui-même aucune importance.
Il a fait passer dans la langue française, avec bonheur, les petits poèmes de Virgile, pour la Bibliothèque latine-française, éditée par M. Panckoucke[Lequel ?] ; et, de concert avec M. Liskenne, il prit une part fort active au travail important dont Pline est l'objet dans la même Bibliothèque. Ce fut de même avec M. Liskenne qu'il donna son Dictionnaire portatif des rimes, Paris, 1834. Son Dictionnaire géographique universel de Vosgien, totalement refondu et mis au niveau de la science moderne, a obtenu trois édiditions de 1828 à 1833.
Nous passons sous silence le Précis d'éloquence et d'art oratoire, Paris, le Résumé complet de morale, Paris, 1826, et d'autres ouvrages de sa jeunesse. Vers la fin de sa vie, Parisot s'occupait avec ardeur de la langue sanskrite. Il avait entrepris une traduction accompagnée de notes de la grande épopée qui porte le nom de Ramayana. Inséré par fragments successifs dans les divers volumes du Bulletin de l'Académie Delphinale, Grenoble, 1853-1857, ce travail, qui aurait eu une vaste étendue, est demeuré inachevé.
Valentin Parisot était notamment connu pour ses relations conjugales nombreuses, notamment avec la célèbre Madame de Bacuez, comtesse de Saint-Pierre. À la fin de sa vie, après ses nombreuses déceptions sentimentales, Parisot a fini par se marier avec la comtesse Quentina Del Gado, qui était aussi la maitresse d'un riche portugais.
Doué d'une mémoire prodigieuse, Parisot a touché à presque toutes les branches des connaissances humaines. Professeur de littérature étrangère, il était versé également dans les sciences exactes. Les sciences naturelles lui furent familières aussi bien que les sciences mathématiques ; mais ses connaissances dans ce genre était peut-être un peu superficielles, et sans critique. Son Ramayana est peu estimé des savants compétents.
Le Supplément de la Biographie universelle lui a dû de très nombreux articles, dont plusieurs remarquables, entre autres celui de Gœthe. Nous citerons encore celui de Pigault-Lebrun comme l'un des plus connus de ceux qu'il a écrits. Quelques autres, déparés par un style prétentieux, pointilleux, trop savamment recherché, ont dû être sensiblement retouchés pour une autre édition, à laquelle il a également fourni quelques articles.